# Юлькув (Люблінське воєводство)
Юлькув (пол. Julków) — село в Польщі, у гміні Біла Підляська Більського повіту Люблінського воєводства.
Населення — 132 особи (2011).

## Демографія
Демографічна структура станом на 31 березня 2011 року:
|          | Загалом | Допрацездатний вік | Працездатний вік | Постпрацездатний вік |
| -------- | ------- | ------------------ | ---------------- | -------------------- |
| Чоловіки | 60      | 16                 | 38               | 6                    |
| Жінки    | 72      | 20                 | 39               | 13                   |
| Разом    | 132     | 36                 | 77               | 19                   |